# Mehendiganj
Mehendiganj är en ort i Bangladesh.   Den ligger i provinsen Barisal, i den södra delen av landet, 100 km söder om huvudstaden Dhaka. Mehendiganj ligger 9 meter över havet och antalet invånare är 39 424.
Terrängen runt Mehendiganj är mycket platt. Trakten är tätbefolkad. Närmaste större samhälle är Bhola, 19,1 km sydost om Mehendiganj. 
Trakten runt Mehendiganj består huvudsakligen av våtmarker.